# Clostera alticaudaalba
Clostera alticaudaalba är en fjärilsart som beskrevs av Anders Jahan Retzius 1783. Clostera alticaudaalba ingår i släktet Clostera och familjen tandspinnare. Inga underarter finns listade i Catalogue of Life.